# Mchenga eucinostomus
Mchenga eucinostomus és una espècie de peix de la família dels cíclids i de l'ordre dels perciformes.

## Morfologia
Els mascles poden assolir els 14 cm de longitud total.

## Distribució geogràfica
És endèmic del nord del llac Malawi (Àfrica oriental).